# 東京大学大学院経済学研究科・経済学部
東京大学経済学部（とうきょうだいがく けいざいがくぶ、英称：Faculty of Economics）は、東京大学の後期課程に設置される学部の一つである。東京大学大学院経済学研究科（とうきょうだいがくだいがくいん けいざいがくけんきゅうか、英称：Graduate School of Economics）は、東京大学大学院に設置される研究科の一つである。

## 概要
経済学部と経済学研究科は一体となって運営されているため、この記事で合わせて解説する。

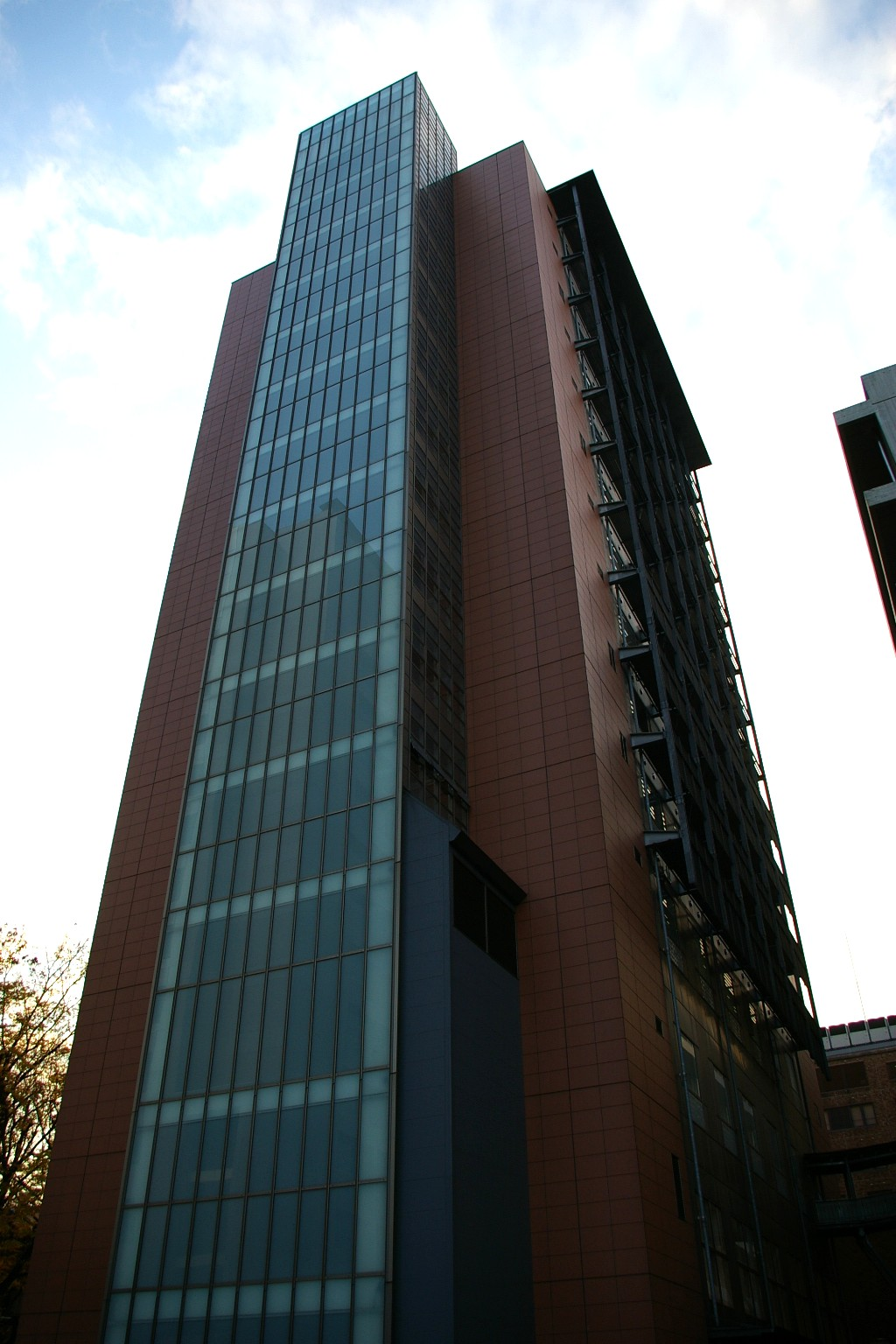
経済学研究科棟

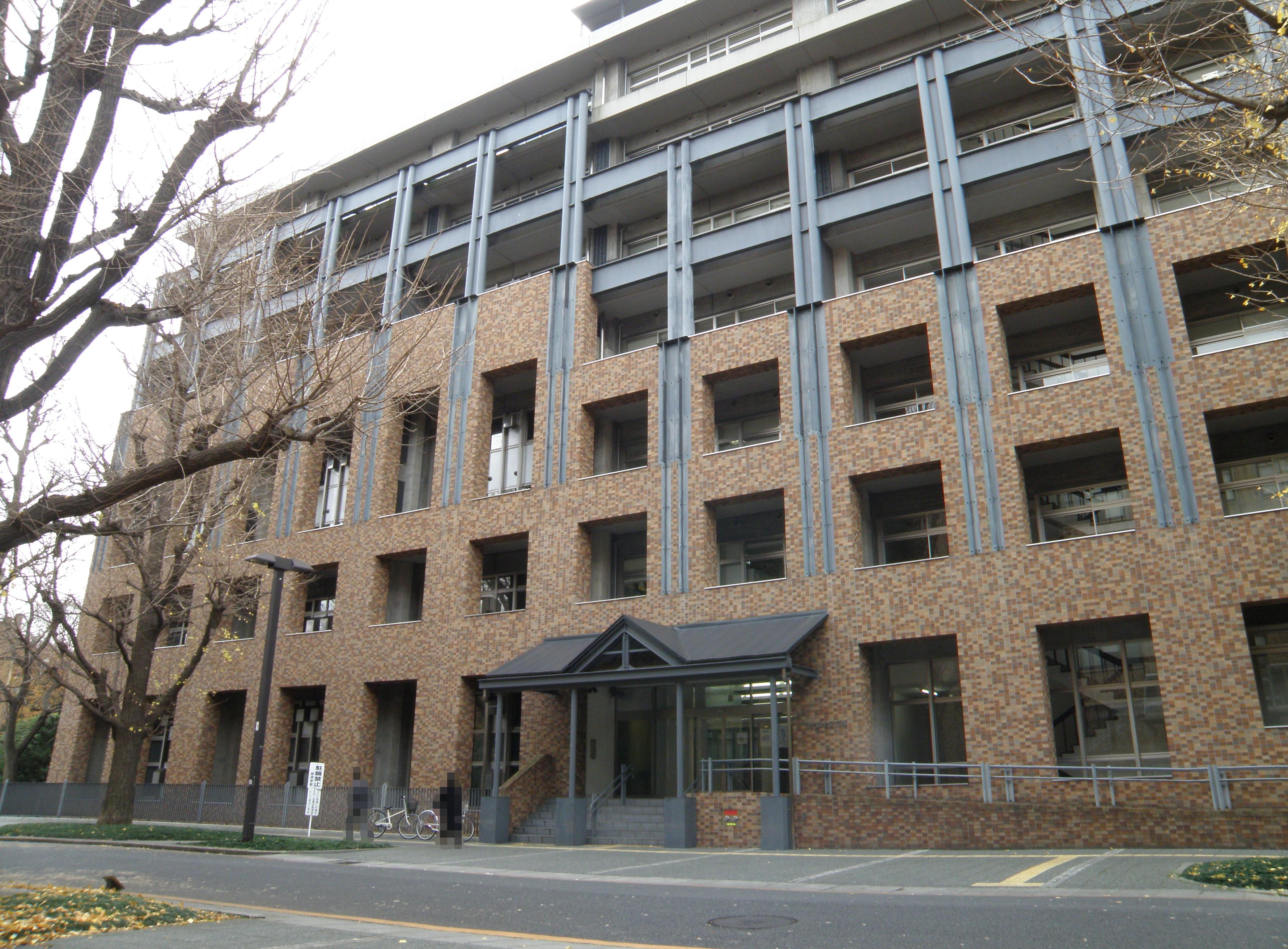
赤門総合研究棟

## 沿革
経済学部は、法科大学から1908年（明治41年）に政治学科より分離新設した経済学科、1909年（明治42年）に設置した商業学科の2学科を分離して1919年（大正8年）に設置された。
商業学科は1962年（昭和37年）に経営学科に改称された。
2007年度（平成19年度）には、武蔵大学、中央大学に次いで日本で3番目の金融学科が新設された。ただ、実際の学生受け入れは2009年度（平成21年度）進学者から施行された。
大学院に関しては、1953年（昭和28年）に新制大学院として社会科学研究科が設置され、その中に経済学に関する専門課程が設置された。
1963年（昭和38年）に社会科学研究科の分割が行われ法学政治学研究科、社会学研究科が設置されるとともに、経済学部の上に位置する大学院として経済学研究科が設置された。
その後、1996年（平成8年）に大学院重点化が完了した（経済理論専攻、現代経済専攻、企業・市場専攻、経済史専攻の4専攻）。
2005年（平成17年）には経済学部金融学科設置に先駆けて、同研究科附属施設である金融教育研究センターと共に金融システム専攻が設置された。
また、企業・市場専攻は2007年（平成19年）に経営専攻に改称された。

## 年表
- 1877年（明治10年）4月 - 東京大学創設。
- 1878年（明治11年）1月 - 文学部第一科で経済学の講義が始まる。
- 1879年（明治12年）9月 - 文学部第一科を「哲学政治学及び理財学科」、経済学を理財学と改称。
- 1881年（明治14年）9月 - 文学部第一科を「哲学科」と「政治学及び理財学科」に分類する。
- 1884年（明治17年）9月 - 法学部でも理財学の講義が行われる。
- 1885年（明治18年）9月 - 文学部の「政治学及び理財学科」を政治学科と改称して法学部に移し、法学部を法政学部と改称する。
- 1886年（明治19年）3月 - 東京大学を帝国大学と改称し、法政学部は法科大学となる。
- 1897年（明治30年）6月 - 帝国大学を東京帝国大学と改称。
- 1908年（明治41年）7月 - 法科大学に経済学科を設置。
- 1909年（明治42年）6月 - 法科大学に商業学科を設置。
- 1910年（明治43年）10月 - ドイツ人教師ハインリヒ・ヴェンティヒ（ドイツ語版、英語版）が「東京帝国大学ニ於ケル経済学教授法改良意見」を提出[注 1]。
- 1919年（大正8年）
  - 1月 - 森戸事件が起こる。
  - 4月 - 法科大学から経済・商業学科が分離し、経済学部を新設。
  - 9月 - ILO代表問題で高野岩三郎教授が辞職。
- 1937年（昭和12年）12月 - 矢内原忠雄教授が辞職（矢内原事件）。
- 1938年（昭和13年）2月 - 第2次人民戦線事件により大内兵衛教授らが検挙される。
- 1939年（昭和14年）1月 - 平賀粛学により、経済学部が壊滅状態となる。
- 1945年（昭和20年）11月 - 戦前の諸事件で教壇を追われていた経済学部教授7名が復職。
- 1947年（昭和22年）9月 - 東京帝国大学を東京大学と改称。
- 1949年（昭和24年）5月 - 新制の東京大学経済学部に改組。
- 1953年（昭和28年）3月 - 大学院社会科学研究科を設置。
- 1962年（昭和37年）4月 - 商業学科を経営学科と改称。
- 1963年（昭和38年）4月 - 大学院社会科学研究科を改組し、経済学研究科を設置。
- 1966年（昭和41年）4月 - 経済学部が正門付近から赤門付近（現在の赤門総合研究棟）に移転。
- 1980年（昭和55年）4月 - 大講座制への移行開始（1986年移行完了）。
- 1984年（昭和59年）3月 - 経済学部本館増築工事竣工。
- 1996年（平成8年）4月 - 大学院重点化が完了。日本経済国際共同研究センターを設置。
- 2001年（平成13年）10月 - 経済学研究科棟竣工（翌年3月移転完了）。
- 2004年（平成16年）
  - 1月 - 赤門総合研究棟改修工事竣工。
  - 4月 - 金融研究センターを設置。
- 2005年（平成17年）
  - 4月 - 金融システム専攻と金融教育研究センターを設置。
  - 10月 - 経営教育研究センターを設置。
- 2007年（平成19年）4月 - 経済学部に金融学科を新設。
- 2017年（平成29年）
  - 7月 - 国際学術総合研究棟竣工。
  - 10月 - 政策評価研究教育センターを設置。
- 2020年（令和2年）10月 - 東京大学マーケットデザインセンターを設置。

## 組織

### 経済学部
経済学部のカレッジカラーは   青である。
- 経済学科
- 経営学科
- 金融学科
  - 1つの学科を卒業後、他の学科に学士入学し、1年で卒業することができる。また少数ながら外部からの学士入学者も募集している。

### 経済学研究科
現在は、経済専攻とマネジメント専攻に、集約された。
いずれの専攻も修士課程および博士課程が設置されている。
- 経済専攻
  - 経済理論コース
  - 統計学コース
  - 現代経済コース
  - 経済史コース
- マネジメント専攻
  - 経営コース
  - 数量ファイナンスコース
  - 社内イノベーターコース

#### 経済学研究科附属
- 日本経済国際共同研究センター (CIRJE)
- 金融教育研究センター (CARF)
- 経営教育研究センター (MERC)

## 経済学研究科長・経済学部長
- 古澤 泰治

## 教育

### 経済学部
東京大学経済学部では各学科間の垣根が低く、卒業要件単位である選択必修科目の単位数も少なく他学部聴講の単位も多く認められるため、学生は柔軟な履修が可能となっている。なお4年次進級時に自らが希望をすれば許可を受けた上で転学科をすることが可能である。また、卒業論文の提出は卒業に当たって必修ではなく、任意となっている。また経済学部の大きな売りは少人数制の演習（ゼミ）であり、学生の大半は何らかの通年のゼミか学期ごとの少人数講義に所属しているため、本郷でのアカデミックな生活においてはゼミが中心となる生活を送る学生は多い。
夏にはゼミ対抗のフットサル大会が開催される。

#### 経営特修コース
2001年度（平成13年度）より、3年次までに経営関係のコア科目を始め卒業要件単位をほぼ取り終えた優秀な経済学部生を対象に「経営特修コース」が開設されている。このプログラムでは実質的に学部4年生から大学院教育をスタートさせることで、大学院修士課程を1年で修了させ21世紀型の人材である「フィールド・ベース・プロフェッショナル (FBP: Field-Based Professional)」を育成することを目的としている。

#### 進学振分け
経済学部の進学振分けは3学科を区別せずに行い、後期課程に進学する前に各自の希望で3学科に分かれる。学部の定員は340人であるが、各学科の定員は決まっていないため、希望どおりの学科に進学できる。ただし正式には、2006年度（平成18年度）以前は「経済学科800人、経営学科560人」、2007年度（平成19年度）は「経済学科770人、経営学科520人、金融学科70人」、2008年度（平成20年度）は「経済学科740人、経営学科480人、金融学科140人」と定められている。
同学部の進学振分けのもう一つの特徴として、全定員の2割近くの60人を全科類進学枠で募集することが挙げられる（その他にも理科各類からの指定科類進学枠が10人ある）。これは経済学が数学的能力を必要とする分野を多く含むため、文科だけでなく、理科の学生も多く受け入れたいという要望が強いからである。実際、初めて全科類進学枠が導入された2008年度（平成20年度）進学者のうち、理科からの進学者が27人（指定科類枠10人・全科類枠17人）、全科類枠による文科三類からの進学者が43人であり、全科類枠による文科二類からの進学者は0人であった。

#### 大内兵衛賞
東京大学経済学部が授与する名誉ある賞で、特に優れた卒業論文を提出した学生に贈られます。この賞は、マルクス経済学者であり、東京大学教授や法政大学総長を務めた大内兵衛（1888年–1980年）の功績を記念して設立されました。毎年授与されるわけではなく、特に優秀な卒業論文に対してのみ贈られるため、受賞者は限られています。
2001年3月：中川成久（Caygan Capital）
2002年3月：安田洋祐（大阪大学教授）
2003年3月：小島武仁（東京大学教授）
2009年3月：成田悠輔（イェール大学助教授）
2014年3月：庄司俊章（成城大学准教授）
2016年3月：小田原悠朗

### 経済学研究科
修士課程
修士課程では、指導教員の体制は実質的に2年次から開始する。これは、多くの教員（特に主流派経済学の枠組みを採用している教員）が「コースワーク」と呼ばれる経済学の基礎を叩き込む科目群の修得を指導の「要件」としているからであり、通常、1年次は個別の専門分野の前提として「ミクロ経済学」「マクロ経済学」「基礎計量経済」の3科目の修得に専念させられることになる。これらの科目はそれぞれ4単位、計12単位となっており、学生にとって大きな負担となる。中には、これらの全ての科目を「B」以上で合格しないと指導教員になってもらえなかったり、さらには「全てA」で合格していることを要求する教員もおり、実質的には修士課程ではコースワークの修得が最優先させられる。また、数量ファイナンスコースは、高度な経済学および数学に熟知していることに加え、コンピュータプログラミングも独力で組み上げられることを当然の前提としており、要求水準が非常に高い。
博士課程
博士課程は基本的には外部者には門戸が開かれていない。特筆すべきは、東京大学内部であっても他研究科の出身者はほぼ合格する見込みがない。これは、コースワークが原因として挙げられる。優秀な成績（博士課程進学の場合は全てAで修得していること）がコースワークで挙げられていないものや、そもそも未修得者には博士課程進学が認められていないからである。経済学研究科の教育は、経済学研究科のほかに東京大学内部の他の部局との連携によって行われていることも特筆に価する。特に、他部局として、
- 工学系研究科（工学部）
- 総合文化研究科（教養学部）
- 東洋文化研究所
- 社会科学研究所

などが経済学研究科と緊密な連携関係を持っている。
工学系研究科の教員は主として数理統計学・計量経済学などに関連して経済理論専攻において、総合文化研究科の教員は幅広く国際経済学・開発経済学・数理統計学・現代経済論・経済人類学・経営学などに関連して現代経済専攻、経済理論専攻、経営専攻においてそれぞれ兼任教員がいる。東洋文化研究所と社会科学研究所は附置研究所であるが、前者の教員は経済発展論や地域研究・アジア経済史などに関連して現代経済専攻と経済史専攻において、後者の教員は幅広く労働経済学・アジア経済論・中国経済論・社会政策・経済史などに関連して経済理論専攻、現代経済専攻、経営専攻、経済史専攻においてそれぞれ兼任教員がいる。
さらに数は少ないが、
- 情報理工学系研究科
- 新領域創成科学研究科
- 空間情報科学研究センター

の教員も数理面を中心に経済学研究科の教育を担当している。
このように経済学研究科の研究・教育は、経済学を中心とする社会科学と、これらの実証に欠かせない数学・統計科学、さらには歴史や政策に関連して、東京大学内部の多くの部局が全額的に関与・運営している（対照的に、学部教育では原則として経済学部が単独となって研究・教育を行っている）。

## 研究

### 21世紀COEプログラム
経済学研究科では、以下の2件が文部科学省の21世紀COEプログラムに採択された。
- 市場経済と非市場機構との連関研究拠点：2003年度（平成15年度）
- ものづくり経営研究センター：2003年度（平成15年度）

### グローバルCOEプログラム
経済学研究科では、以下の1件が文部科学省のグローバルCOEプログラムに採択されている。
- ものづくり経営研究センター アジア・ハブ：2008年度（平成20年度）

### 現代ヨーロッパ経済史CHEESEユニット
経済学研究科経済史専攻には現代ヨーロッパ経済史CHEESEユニットが設置されており、現代ヨーロッパ経済史研究プロジェクトと現代ヨーロッパ経済史教育プログラムから構成されている。
2007年（平成19年）には東京大学総括プロジェクト機構学内研究連携ユニットとして登録された。

### 宇野学派
かつては宇野学派の教員が多く、その拠点であったが、現在では宇野学派の教員は一人しかいないという状況になっている。

### 経済史
日本共産党員の大石嘉一郎をはじめ、日本共産党系の経済史研究の拠点である。

## 刊行物
東京大学経済学部は、日頃の研究成果を発表する為、以下の冊子を年に4回、発行している。
- 「経済学論集」

## 同窓会
経済学部の同窓会として「東京大学経友会」がある。